# Тео Лефевр
Тео Лефевр (17 січня 1914 , Гент  — 18 вересня 1973 , Волюве-Сен-Ламбер ) — бельгійський політичний діяч, прем'єр-міністр країни у 1961—1965 роках.

## Біографія
Здобув юридичну освіту й кандидатський ступінь, працював адвокатом у Генті.
У 1946—1971 роках — депутат Палати представників парламенту Бельгії від Християнської народної партії (ХНП).
У 1950—1961 роках — голова ХНП.
У 1960—1965 роках — голова об'єднання політичних партій «Всесвітній християнсько-демократичний союз», попередника Європейської народної партії.
У 1961—1965 роках — прем'єр-міністр Бельгії. Його уряд провів реформи вищої освіти, податкової системи, страхування, удосконалював платіжну систему. Було прийнято нові закони в галузях громадської безпеки (в тому числі й про «Підтримання порядку», що обмежували право трудящих на страйк) і статусу парламентських фракцій, а також було досягнуто мовного компромісу для Брюссельського столичного регіону. Хоча закони 1962 і 1963 років установили точну лінгвістичну межу, але протистояння збереглось, а регіональна відокремленість тільки посилилась. І фламандці, і валлони виступали проти дискримінації під час прийому на роботу, а в університетах Брюсселя й Левена спалахнули заворушення, що врешті-решт, призвело до розділення університетів за мовним принципом.
У 1968—1971 роках — міністр без портфеля, відповідав за розвиток науки та наукових програм.
Після обрання 1971 року до Сенату був державним секретарем з наукового розвитку й наукових програм.